# Sindrome dell'accento straniero
La sindrome dell'accento straniero è una rarissima disfunzione neurologica che appare in seguito a un ictus o a un forte trauma cranico, costringendo le persone appena svegliate dal coma a riabilitare le proprie funzioni linguistiche con un accento diverso da quello che si conosce. Dal 1941 al 2010 sono stati recensiti in letteratura scientifica solo una cinquantina di casi.

## Descrizione
Sebbene gli accenti modificati siano a volte di una precisione impressionante, pare che le parti danneggiate del cervello che ospitano le funzioni linguistiche siano quelle che determinano la lunghezza delle vocali o l'intensità del suono, caratteri molto importanti per la determinazione di un accento. Questo significherebbe che si tratta solo di un'impressione nelle persone che ascoltano il paziente, il quale inoltre non si renderebbe subito conto del cambio di accento finché non gli viene fatto notare.
Fra i rari casi di pazienti italiani sono stati studiati quelli di un paziente bergamasco risvegliatosi dopo un ictus all'emisfero cerebrale destro con accento slavo e quello di una donna toscana colpita da ictus ischemico che ha sviluppato un accento sardo.